# Йоаким-Груево
Йоаким-Груево (болг. Йоаким Груево) — село в Болгарии. Находится в Пловдивской области, входит в общину Стамболийски. Население составляет 2 813 человек.

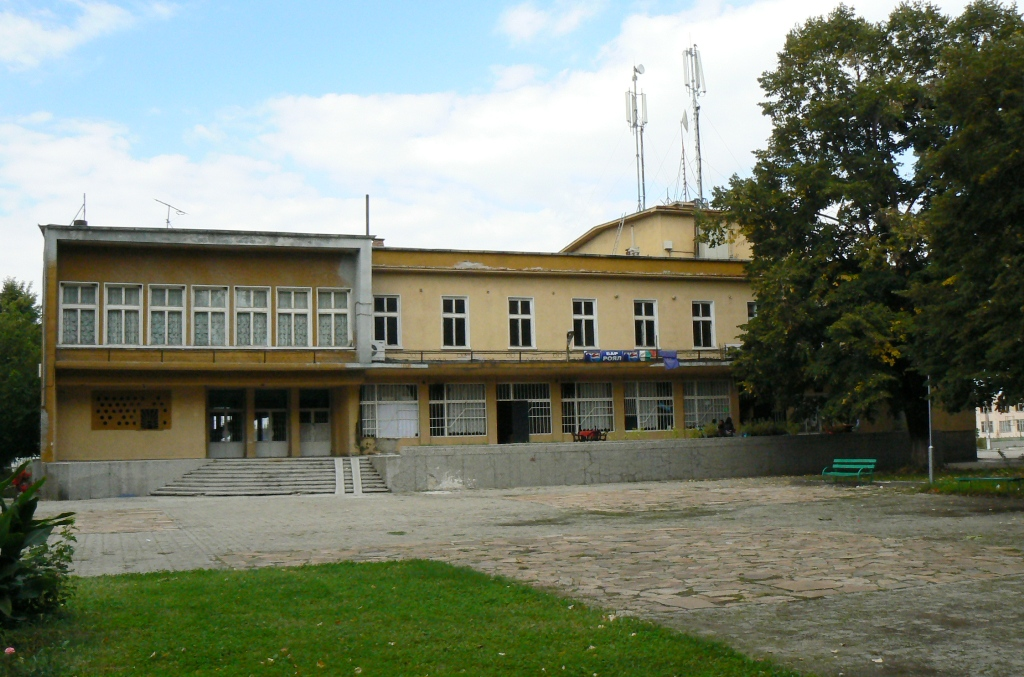

## Политическая ситуация
В местном кметстве Йоаким-Груево, в состав которого входит Йоаким-Груево, должность кмета (старосты) исполняет Марин Костадинов Русков (Зелёные) по результатам выборов.
Кмет (мэр) общины Стамболийски — Иван Илиев Атанасов (Земледельческий народный союз (ЗНС)) по результатам выборов.